# クリス・デ・バー
クリス・デ・バー（Chris de Burgh、1948年10月15日 - ）は、アイルランドで活動するシンガーソングライター（国籍はイギリス）。1986年にリリースした「The Lady in Red」のヒットで知られる。本名クリストファー・ジョン・デイヴィソン。

## 経歴
外交官だったイギリス人の父とイギリス王室の流れをくむアイルランド人の母の間にアルゼンチンで生まれ、マルタ、ナイジェリア、ザイールなどで子供時代を過ごした。その後、家族は12世紀に建てられたアイルランドの古城を買い取りホテルに改造。クリスは宿泊客の前で演奏するようになり、母の旧姓「デ・バー」をステージネームとした。
1974年にA&Mレコードと契約し、スーパートランプのツアーにサポートとして参加。デビュー以来ヒットに恵まれなかったが、フィックスなどを手がけたプロデューサーのルパート・ハインと出会い、1982年にアルバム『ゲッタウェイ』をリリース。全英30位にチャートインし、アルバム1曲目に収録されている「Don't Pay the Ferryman」がシングルカットされた。次のアルバム『マン・オン・ザ・ライン』は全英11位を記録した。
1986年、「The Lady in Red」を収録したアルバム『イントゥ・ザ・ライト』が全英2位の大ヒット（また、このアルバムには娘ロザンナの誕生を祝って作られた曲「For Rosanna」が収録されている）。シングル「The Lady In Red」は全英1位・全米3位の大ヒットを記録した。「The Lady in Red」は映画『ワーキング・ガール』やコメディ映画『ドッジボール』『ベイビーママ』、日本のドラマ『HOTEL』などで使われている。また、サスペンス映画『アメリカン・サイコ』ではクリスチャン・ベール演じる主人公パトリック・ベイトマンがウォークマンでこの曲を聞いているシーンがある。
2003年、娘のロザンナ・デービソンがミス・ワールド2003で優勝し話題となった。
彼の代表曲となっているのは、まだ無名だった1975年に発表された曲「A Spaceman Came Travelling」で、多くのアーティストによってカバーされ、また一方では、クリスマスソングの定番にもなっている。

## ディスコグラフィ

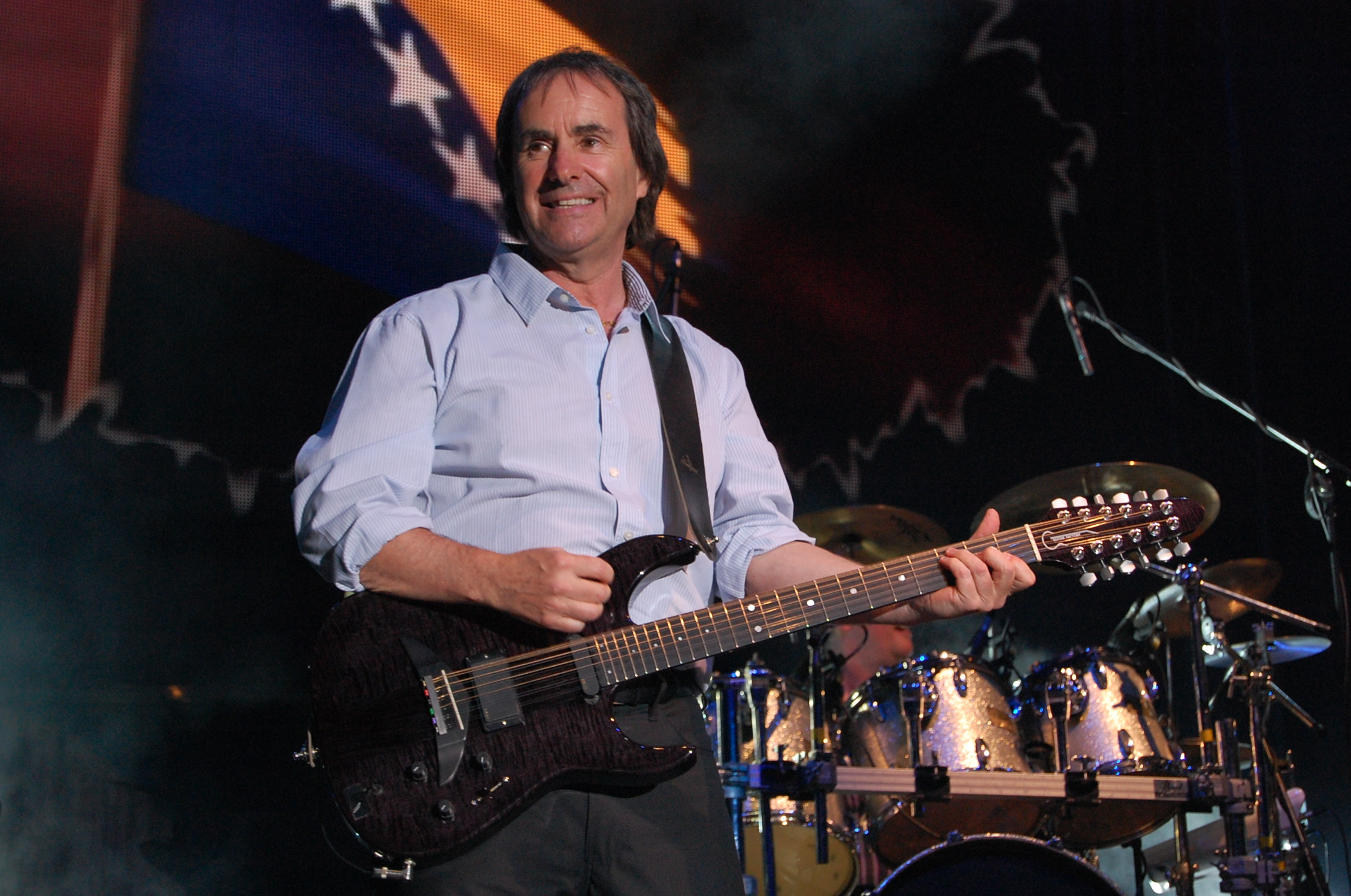
2007年

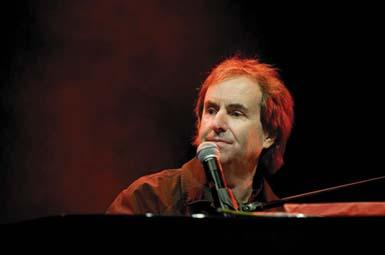
2007年

### スタジオ・アルバム
- 『城壁の彼方に』 - Far Beyond These Castle Walls (1975年)
- 『スパニッシュ・トレイン・アンド・アザー・ストーリーズ』 - Spanish Train and Other Stories (1975年)
- 『アット・ジ・エンド・オブ・ア・パーフェクト・デイ』 - At the End of a Perfect Day (1977年)
- 『クルセイダー』 - Crusader (1979年)
- 『イースタン・ウインド』 - Eastern Wind (1980年)
- 『ゲッタウェイ』 - The Getaway (1982年)
- 『マン・オン・ザ・ライン』 - Man on the Line (1984年)
- 『イントゥ・ザ・ライト』 - Into the Light (1986年)
- 『フライング・カラーズ』 - Flying Colours (1988年)
- 『パワー・オブ・テン』 - Power of Ten (1992年)
- 『ジス・ウェイ・アップ』 - This Way Up (1994年)
- 『ビューティフル・ドリームズ』 - Beautiful Dreams (1995年)
- Quiet Revolution (1999年)
- Timing Is Everything (2002年)
- The Road To Freedom (2004年)
- The Storyman (2006年)
- Footsteps (2008年)
- Moonfleet & Other Stories (2010年)

### コンピレーション・アルバム
- Best Moves (1981年)
- The Very Best of Chris de Burgh (1984年)
- 『スパーク・トゥ・ア・フレイム -ザ・ベスト・オブ・クリス・デ・バー-』 - Spark to a Flame: The Very Best of Chris de Burgh (1989年)
- The Love Songs (1997年)
- The Ultimate Collection (2000年)
- Notes from Planet Earth – The Ultimate Collection (2001年)
- Gold (2007年)
- Much More Than This (2007年) ※ボックス・セット
- Now and Then (2008年)

### ライブ・アルバム
- High on Emotion: Live from Dublin (1990年)
- Live in South Africa (1997年)
- The River Sessions (2004年)
- Live In Dortmund (2005年)
- Live In Moscow (2007年)

## UKトップ100シングル
- "Don't Pay the Ferryman" (1982年) - #48
- "High On Emotion" (1984年) - #44
- "Ecstasy Of Flight (I Love The Night)" (1984年) - #80
- "Fire On The Water" (1986年) - #88
- "The Lady in Red" (1986年) - #1 ※1994年に島田歌穂がカバー
- "Fatal Hesitation" (1986年) - #44
- "A Spaceman Came Travelling/The Ballroom Of Romance" (1986年) - #40
- "The Simple Truth (A Child Is Born)" (1987年) - #55
- "Missing You" (1988年) - #3
- "Tender Hands" (1988年) - #43
- "Sailing Away" (1989年) - #78
- "This Waiting Heart" (1989年) - #59
- "Diamond In The Dark" (1989年) - #95
- "Don't Pay The Ferryman" (live) (1990年) - #84
- "The Simple Truth" (1991年) - #36
- "Separate Tables" (1992年) - #30
- "Blonde Hair Blue Jeans" (1994年) - #51
- "The Snows Of New York" (1995年) - #60
- "So Beautiful" (1997年) - #29
- "When I Think Of You" (1999年) - #59